# World Bike Tour
O World Bike Tour (WBT) é um grande evento de ciclismo que acontece anualmente em diversas cidades do mundo, como Lisboa, Porto, São Paulo, Rio de Janeiro, Brasília e Madrid. O evento tenta sensibilizar a prática de exercício físico e o cicloturismo. 
No evento os participantes percorrem cerca de 10 km entre diversos pontos turísticos da cidade. A primeira edição do evento contou com cerca de 4 mil pessoas a atravessar a Ponte Vasco da Gama, na cidade de Lisboa, Portugal, em 2006. 
Em janeiro de 2009 foi realizada a primeira edição do projeto fora da Europa, na cidade de São Paulo, Brasil. A quinta edição, será realizada em 25 de janeiro de 2013 tem expectativa de 8 mil participantes e seu percurso será sair da Ponte Octávio Frias de Oliveira, seguir pela Marginal Pinheiros, cruzar a Ponte Cidade Universitária e terminar na Universidade de São Paulo. 

## Ligações Externas
- Site Oficial